# Liste der Biografien/Baro
Liste der Biografien |
Portal Biografien |
Personensuche
# |
A |
B |
C |
D |
E |
F |
G |
H |
I |
J |
K |
L |
M |
N |
O |
P |
Q |
R |
S |
T |
U |
V |
W |
X |
Y |
Z |
?
 
Ba |
Be |
Bd |
Bg |
Bh |
Bi |
Bj |
Bl |
Bm |
Bn |
Bo |
Br |
Bs |
Bu |
Bw |
By |
Bz
 
Baa |
Bab |
Bac |
Bad |
Bae |
Baf |
Bag |
Bah |
Bai |
Baj |
Bak |
Bal |
Bam |
Ban |
Bao |
Bap |
Baq |
Bar |
Bas |
Bat |
Bau |
Bav |
Baw |
Bax–Baz
 
Bara |
Barb |
Barc |
Bard |
Bare |
Barf |
Barg |
Barh |
Bari |
Barj |
Bark |
Barl |
Barm |
Barn |
Baro |
Barp |
Barq |
Barr |
Bars |
Bart |
Baru |
Barv |
Barw |
Bary |
Barz
Die Liste der Biografien führt alle Personen auf, die in der deutschsprachigen Wikipedia einen Artikel haben. Dieses ist eine Teilliste mit 178 Einträgen von Personen, deren Namen mit den Buchstaben „Baro“ beginnt.

## Baro
- Baro, Balthasar († 1650), französischer vorklassischer Romanschriftsteller und Bühnenautor, Mitglied der Académie française
- Baró, Romário (* 2000), portugiesischer Fußballspieler

### Baroa
- Baroan, Antoine (* 2000), französischer Fußballspieler

### Baroc
- Barocci, Federico († 1612), italienischer Maler
- Baroche, Pierre Jules (1802–1870), französischer Staatsmann
- Barocka, Arnd (* 1952), deutscher Mediziner und Hochschullehrer
- Barócsi, Andrea (* 1975), ungarische Kanutin
- Barócsi, Heléna (* 1966), ungarische Langstreckenläuferin

### Barod
- Barodet, Albert, französischer Kunstturner
- Barodet, Claude-Désiré (1823–1906), französischer Politiker und Staatsmann

### Barof
- Baroffio, Angelo (1815–1893), Schweizer Jurist und Politiker
- Baroffio, Antonio (1762–1825), italienisch-russischer Maler

### Baroi
- Baroi, Matthew (1925–1983), indischer Ordensgeistlicher und Bischof von Krishnagar
- Baroin, François (* 1965), französischer Politiker und Journalist

### Baroj
- Baroja, Carmen (1883–1950), spanische Intellektuelle, Schriftstellerin und Goldschmiedin
- Baroja, Pío (1872–1956), spanischer Schriftsteller
- Barojew, Chassan Macharbekowitsch (* 1982), russischer Ringer

### Barol
- Barol, Jean (1873–1966), französischer Keramiker
- Barole Abdu, Hamid (* 1953), eritreischer Schriftsteller
- Barolin, Johannes (1857–1934), österreichischer Kaufmann und Autor
- Barolsky, Paul (* 1941), US-amerikanischer Kunsthistoriker

### Barom
- Barompa Dharma Wangchug (1127–1198), tibetischer Buddhist

### Baron
- Baron Cohen, Sacha (* 1971), britischer Komiker und SchauspielerSacha Baron Cohen (* 1971)

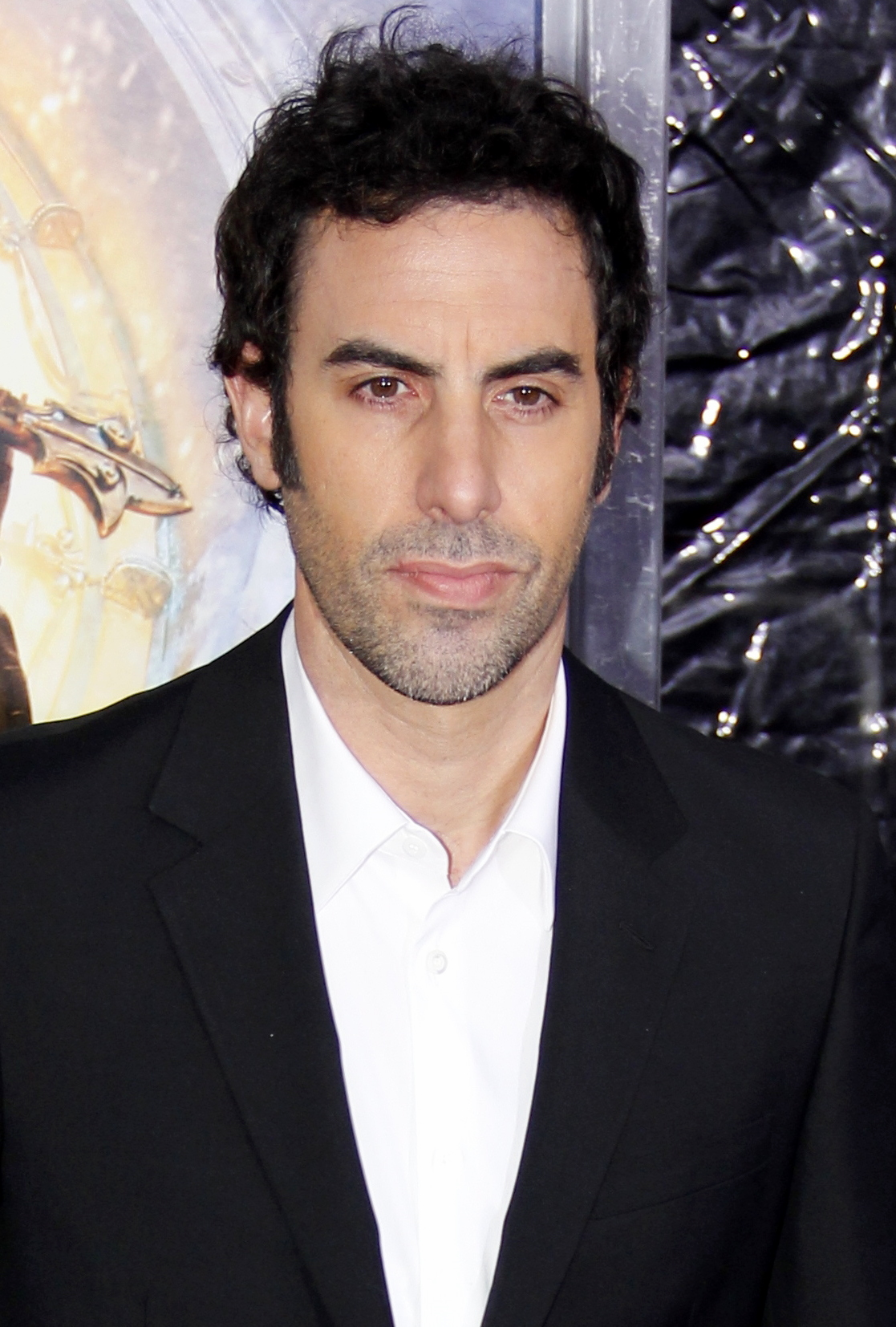
Sacha Baron Cohen (* 1971)

- Barón Crespo, Enrique (* 1944), spanischer Politiker (PSOE), MdEP
- Baron Karl (1882–1948), Wiener Original
- Baron Tamraz, Cathy (* 1953), US-amerikanische Wirtschaftsmanagerin
- Baron, Alex (* 1994), französischer Automobilrennfahrer
- Baron, Alizée (* 1992), französische Freestyle-Skisportlerin
- Baron, Allen (* 1927), US-amerikanischer Drehbuchautor, Regisseur, Produzent und Schauspieler
- Barón, Ángela (* 2003), kolumbianisch-US-amerikanische Fußballspielerin
- Baron, Anthony (* 1992), französischer Fußballspieler
- Baron, Anton (* 1987), deutscher Politiker (AfD), MdL
- Baron, Art (* 1950), US-amerikanischer Jazzposaunist und Tubist
- Baron, Arthur (1874–1944), österreichischer Architekt
- Baron, Bengt (* 1962), schwedischer Schwimmer
- Baron, Bernhard M. (* 1947), deutscher Kulturmanager
- Baron, Bruce (1949–2013), US-amerikanischer Schauspieler
- Baron, Carl Moritz (1839–1911), deutscher Lehrer, Schuldirektor und Autor
- Baron, Carla, US-amerikanische Schauspielerin
- Baron, Caroline (* 1961), US-amerikanische Filmproduzentin
- Baron, Christian (* 1985), deutscher Journalist und SchriftstellerChristian Baron (* 1985)

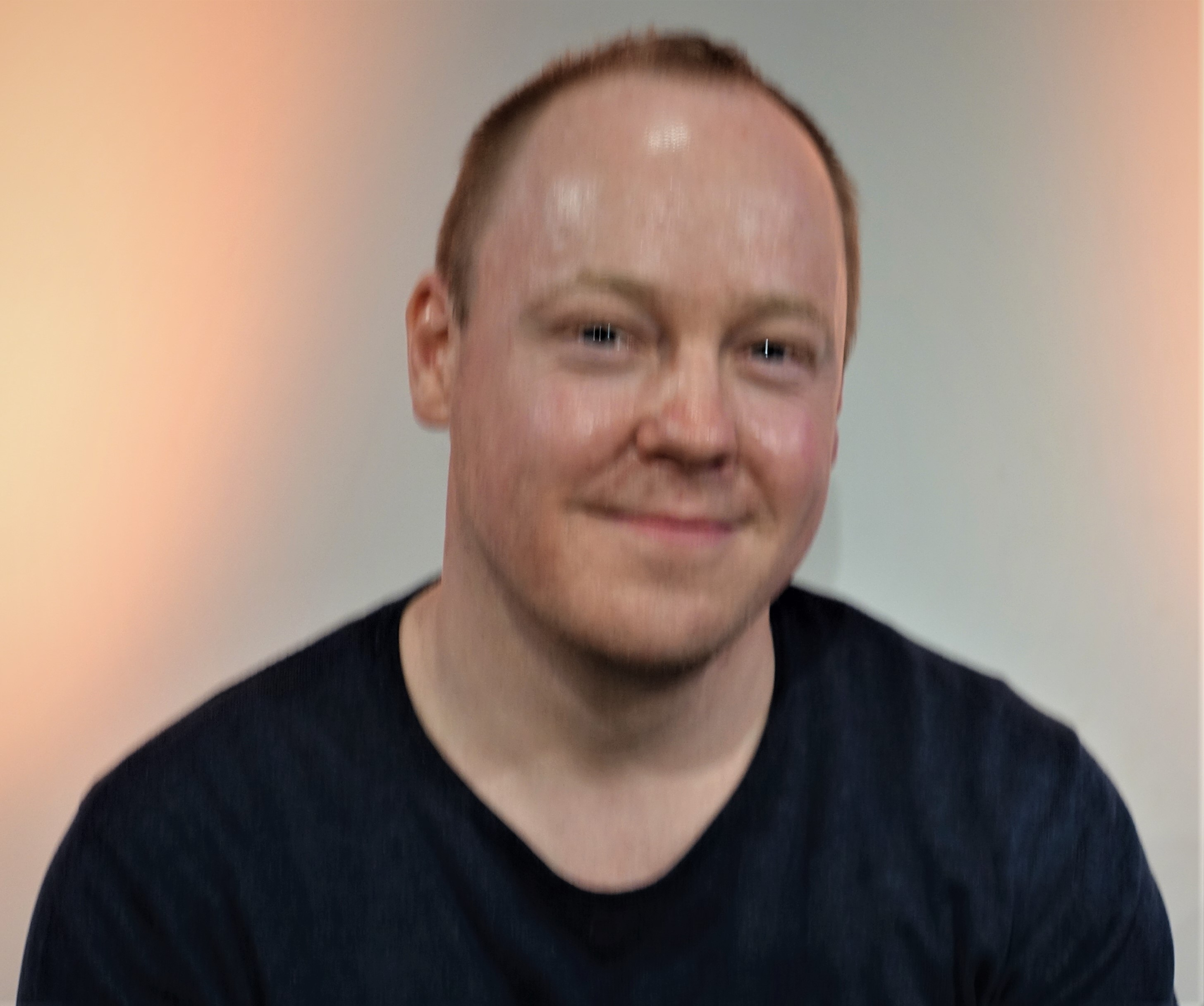
Christian Baron (* 1985)

- Baron, Dave (* 1988), US-amerikanischer Jazzmusiker (Kontrabass) des Modern Jazz
- Baron, Dedi (* 1954), israelische Theater- und Fernsehregisseurin
- Baron, Dennis (* 1990), deutscher Gitarrist, Sänger und Songwriter
- Baron, Devorah (1887–1956), israelische Autorin
- Baron, Eguinaire (1495–1550), französischer Jurist
- Baron, Emma (1904–1986), italienische Schauspielerin
- Baron, Erich (1881–1933), deutscher Journalist und Widerstandskämpfer gegen den Nationalsozialismus
- Baron, Ernst Gottlieb (1696–1760), deutscher Komponist, Musiktheoretiker und Lautenist
- Báron, Erwin († 1924), österreichischer Schauspieler, Filmregisseur, Drehbuchautor und Bildhauer
- Baron, Esther (* 1987), französische Schwimmerin
- Baron, Fabien (* 1959), französischer Art Director in den USA
- Baron, Fanya (1887–1921), litauische Anarchistin
- Baron, Fevzi (* 1893), türkischer Fußballspieler
- Baron, Florian (* 1984), deutscher Filmregisseur, Drehbuchautor und Produzent
- Baron, Francine, dominicanische Politikerin
- Baron, Franz, österreichischer Schuhmacher
- Baron, Fred (* 1954), US-amerikanischer Filmproduzent
- Baron, Gerd (1940–2019), österreichischer Mathematiker und wissenschaftlicher Leiter der Österreichischen Mathematikolympiade
- Baron, Gerhart (1904–1978), österreichischer Autor
- Baron, Ghislaine (1966–2019), französische Fußballspielerin und -trainerin
- Baron, Günter (* 1938), deutscher Bibliothekar
- Baron, Gustav (1847–1914), kroatischer Pfarrer, Theologe und Rektor der Universität in Zagreb (1885–1886)
- Baron, Hannelore (1926–1987), US-amerikanische Künstlerin mit deutschen Wurzeln
- Baron, Hans (1880–1971), deutscher Opernsänger (Tenor)
- Baron, Hans (1900–1988), deutschamerikanischer Historiker und Renaissance-Forscher
- Baron, Harold (1894–1963), englischer Fußballspieler
- Baron, Henri Charles Antoine (1816–1885), französischer Genremaler, Lithograf, Zeichner und Illustrator
- Baron, Horst (* 1962), deutscher PornodarstellerHorst Baron (* 1962)

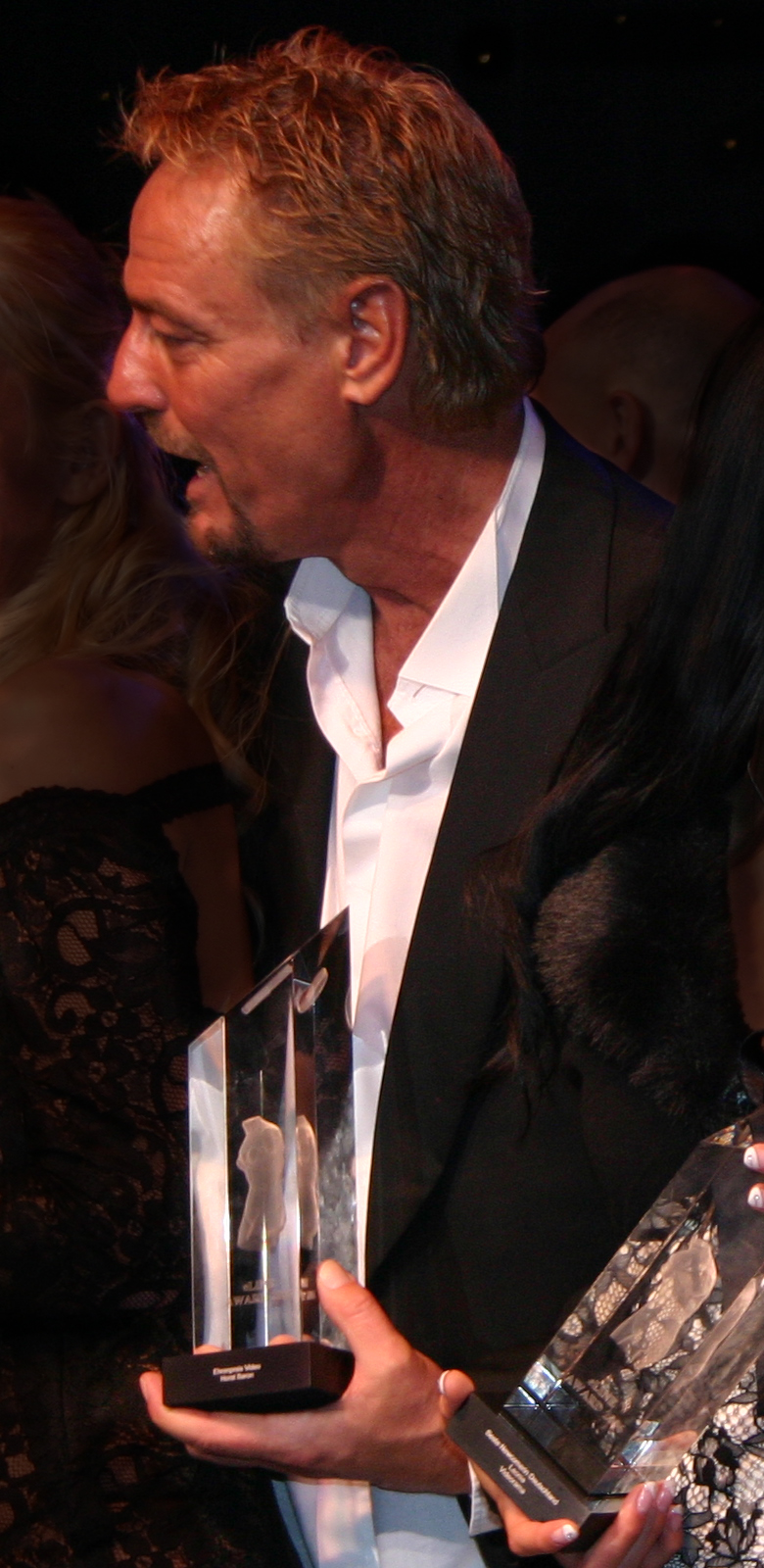
Horst Baron (* 1962)

- Baron, Jacques (1905–1986), französischer Schriftsteller
- Barón, Javier (* 1963), spanischer Flamenco-Tänzer und Choreograf
- Barón, Jimena (* 1987), argentinische Schauspielerin und Sängerin
- Baron, Joey (* 1955), US-amerikanischer Jazz-Schlagzeuger und Komponist
- Baron, Johannes (* 1966), deutscher Verwaltungsbeamter und Politiker (FDP)
- Baron, Josef (1920–2020), deutscher Maler und Bildhauer
- Baron, Julius (1834–1898), deutscher Rechtswissenschaftler, Rechtshistoriker und Pandekt
- Baron, Karl (* 1962), österreichischer Transportunternehmer und Politiker (FPÖ), Landtagsabgeordneter
- Bäron, Karsten (* 1973), deutscher Fußballspieler
- Baron, Kevin (1926–1971), englischer Fußballspieler
- Baron, Konstantin (1842–1922), preußischer Generalleutnant
- Baron, Marie (1908–1948), niederländische Schwimmerin
- Baron, Martin (* 1954), amerikanischer Journalist und PublizistMartin Baron (* 1954)

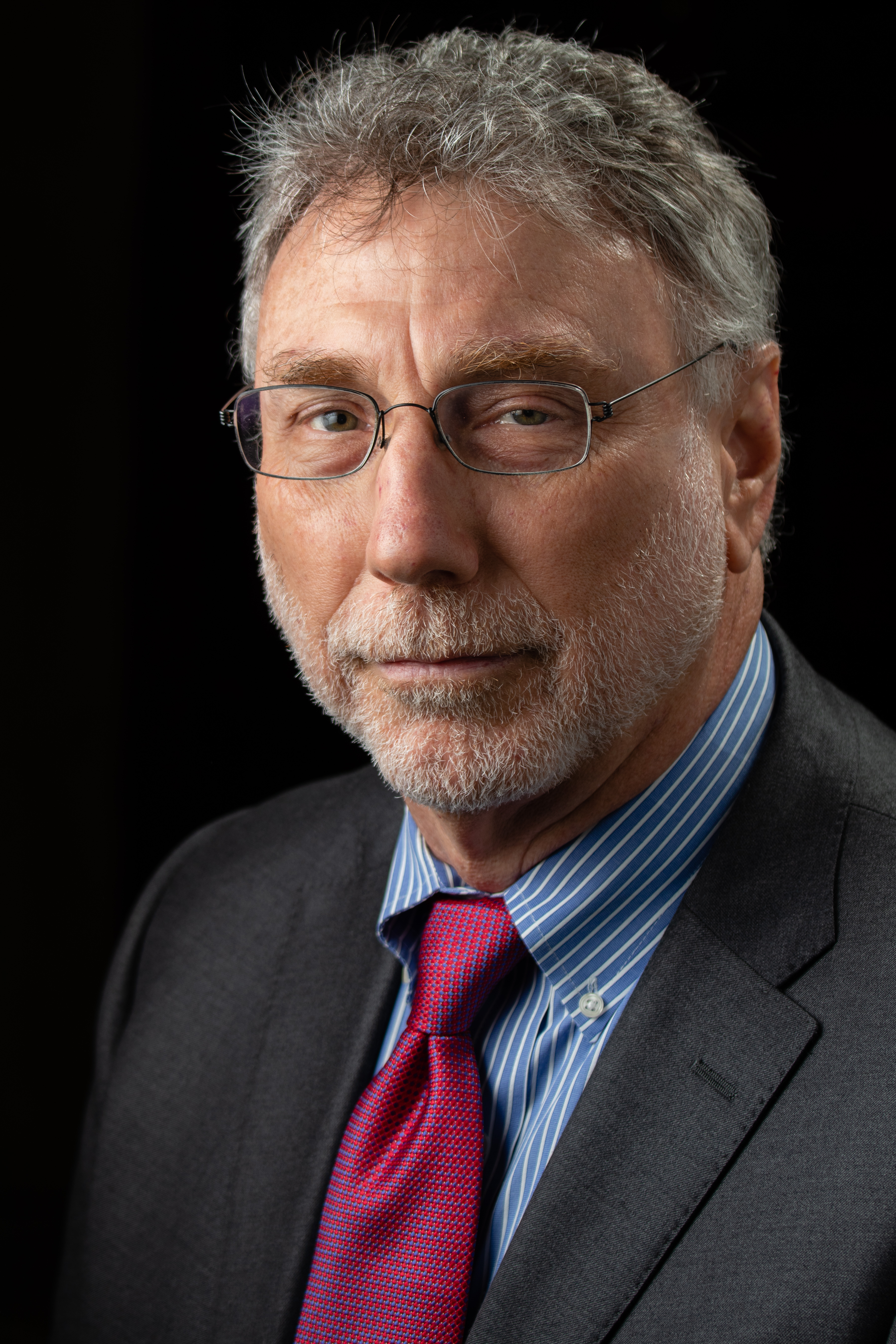
Martin Baron (* 1954)

- Baron, Matthias (* 1988), deutscher Fußballspieler
- Baron, McQuin (* 1995), US-amerikanischer Wasserballspieler
- Baron, Melvin (1927–1997), US-amerikanischer Bauingenieur
- Baron, Michel (1653–1729), französischer Schauspieler
- Baron, Mike (* 1949), US-amerikanischer Comicautor und -zeichner
- Baron, Murray (* 1967), kanadischer Eishockeyspieler
- Baron, Oscar Theodor (1847–1927), deutscher Lepidopterologe, Entomologe, Ornithologe, Forschungsreisender und Ingenieur
- Baron, Paul (1895–1973), französischer Fußballspieler und -trainer
- Baron, Piotr (* 1961), polnischer Jazzmusiker (Saxophone, Komposition)
- Baron, Richard (1847–1907), britischer Missionar, Botaniker und Geologe auf Madagaskar
- Baron, Salo W. (1895–1989), austroamerikanischer Historiker
- Baron, Sandy (1937–2001), US-amerikanischer Schauspieler
- Baron, Stefan (* 1948), deutscher Journalist
- Baron, Suzanne (1927–1995), französische Filmeditorin
- Baron, Tal (* 1992), israelischer Schachspieler
- Baron, Théodore (1840–1899), belgischer Landschaftsmaler und Kunstpädagoge
- Baron, Udo (* 1963), deutscher Historiker
- Barón, Valeria (* 1995), argentinische Leichtathletin
- Baron, Vincent (1820–1892), französischer Schauspieler, Maler und Bildhauer
- Baron-Cohen, Simon (* 1958), britischer Psychologe
- Barona, Dominic (* 1991), ecuadorianische Surferin
- Baroncelli, Folco de (1869–1943), französischer Gardian und Dichter okzitanischer Sprache
- Baroncelli, Jacques de (1881–1951), französischer Filmregisseur, Drehbuchautor und Filmproduzent
- Baroncelli, Niccolò († 1453), italienischer Bildhauer in der Renaissance
- Baronchelli, Gaetano (* 1952), italienischer Radrennfahrer
- Baronchelli, Gianbattista (* 1953), italienischer Radrennfahrer
- Baroncini, Filippo (* 2000), italienischer RadrennfahrerFilippo Baroncini (* 2000)

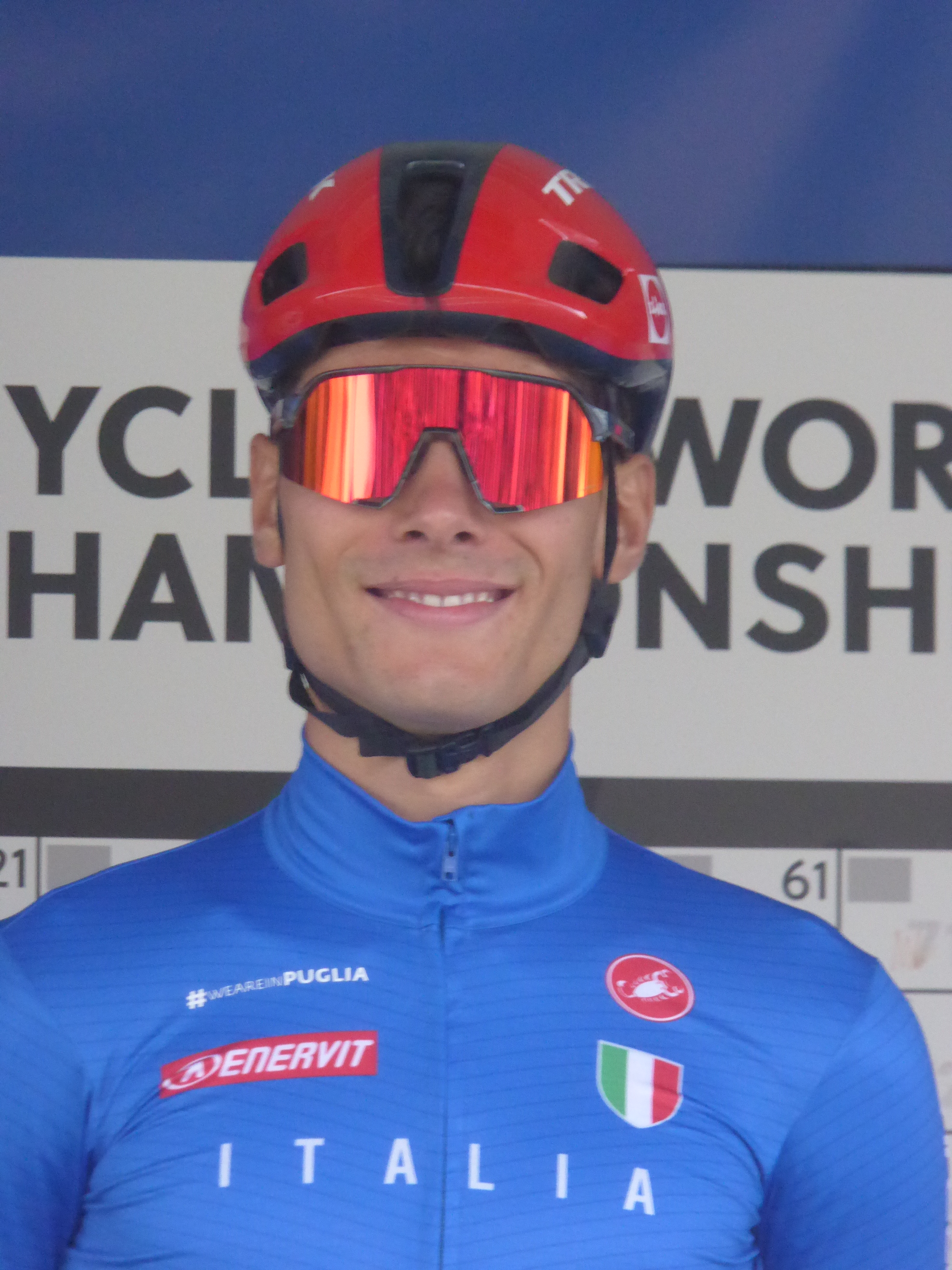
Filippo Baroncini (* 2000)

- Barone, Anita (* 1964), US-amerikanische Schauspielerin
- Barone, Borys (* 1994), uruguayischer Fußballspieler
- Barone, Carina, französische Schauspielerin
- Barone, Carmelo (* 1956), italienischer Radrennfahrer
- Barone, Eric (* 1987), US-amerikanischer Videospielentwickler, Game Designer, Künstler und MusikerEric Barone (* 1987)

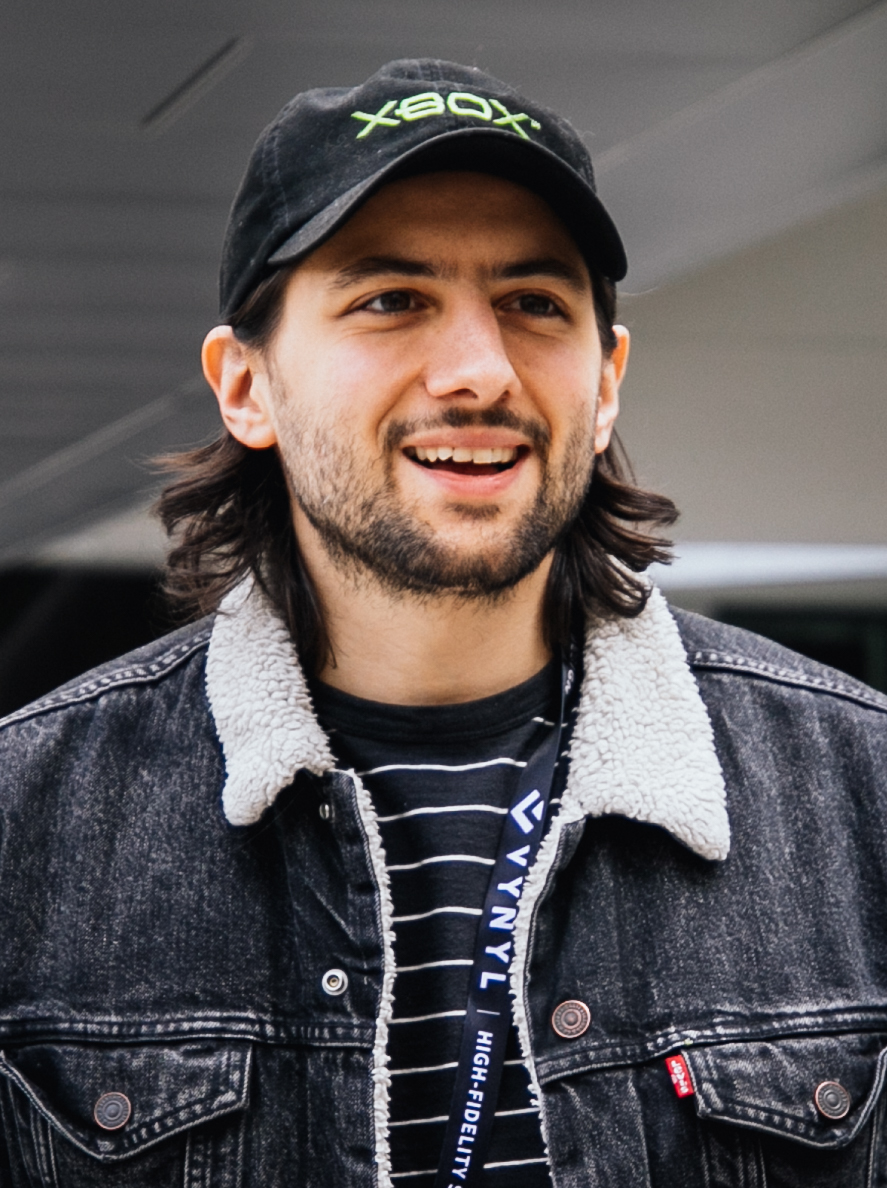
Eric Barone (* 1987)

- Barone, Gary (1941–2019), amerikanischer Jazzmusiker
- Barone, Mike (* 1936), US-amerikanischer Jazzposaunist
- Barone, Nicolas (1931–2003), französischer Radrennfahrer
- Barone, Simone (* 1978), italienischer Fußballspieler und -trainer
- Baronett, Collins John H. (1829–1901), US-amerikanischer Pionier, Scout und Goldsucher
- Baroni Peretti Montalto, Andrea (1573–1629), italienischer Kardinal
- Baroni, Agostino (1906–2001), italienischer Ordensgeistlicher, katholischer Missionsbischof
- Baroni, Cristian (* 1983), brasilianischer Fußballspieler
- Baroni, Gianmario (1910–1952), italienischer Eishockeytorwart
- Baroni, Gilberto (1913–1999), italienischer römisch-katholischer Bischof
- Baroni, Leonora (1611–1670), italienische Opernsängerin (Sopran), Musikerin und Komponistin
- Baroni, Marco (* 1963), italienischer Fußballspieler und -trainer
- Baroni, Mario (1927–1994), italienischer Radrennfahrer
- Baroni, Tamara (1947–2022), italienisches Fotomodell und Schauspielerin
- Baroni, Valeria (* 1989), argentinische Schauspielerin, Sängerin und Tänzerin
- Baronian, Hagop (1843–1891), osmanisch-armenischer Schriftsteller, Satiriker, Erzieher, Journalist und Sozialwissenschaftler
- Baronian, Souren (* 1930), amerikanischer Multiinstrumentalist (Klarinette, Sopransaxophon, Duduk, Kaval, Flöten, Perkussion) und Komponist
- Baronio, Cesare (1538–1607), Kardinal und KirchenhistorikerCesare Baronio (1538–1607)

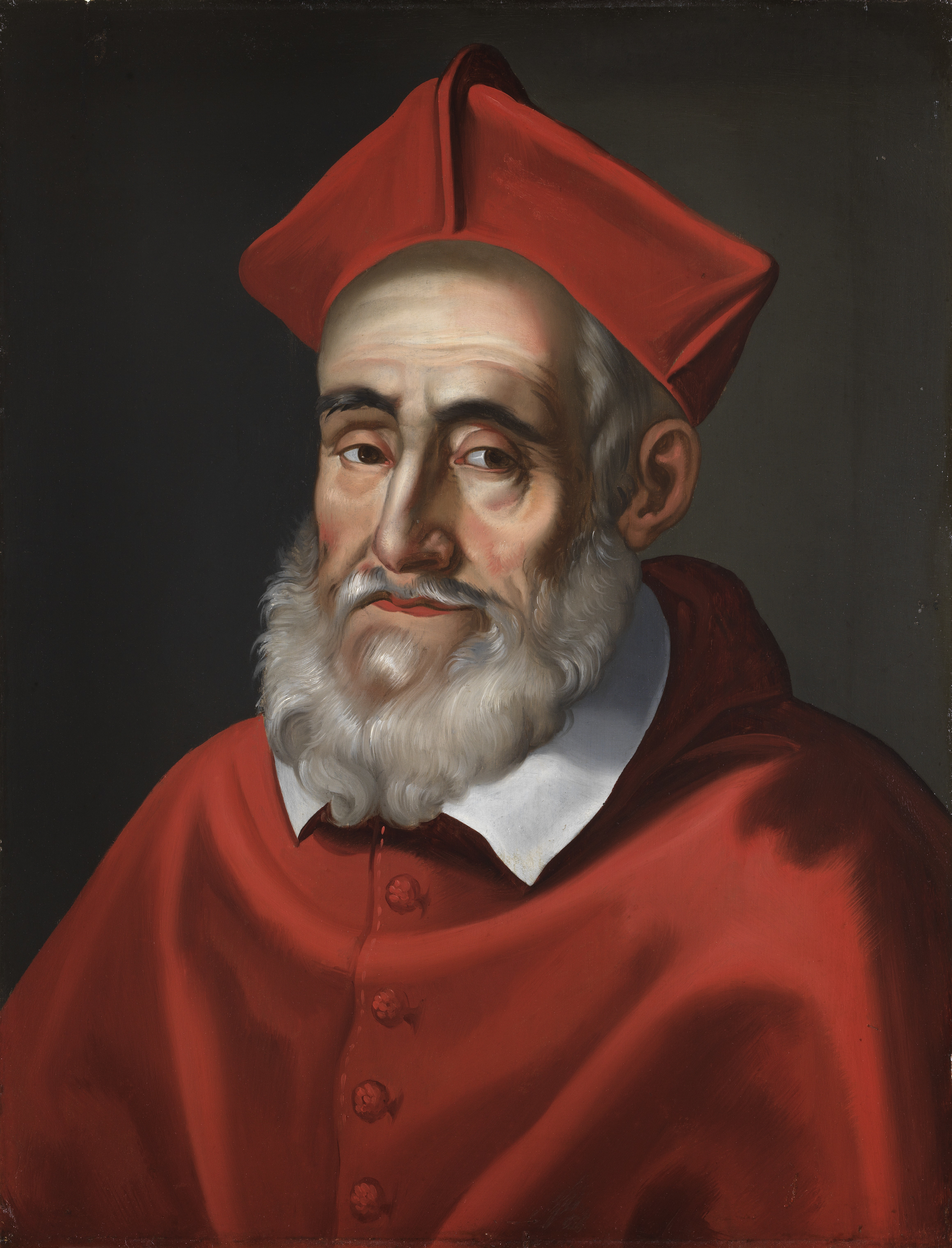
Cesare Baronio (1538–1607)

- Baronio, Roberto (* 1977), italienischer Fußballspieler
- Baronj, Maria (1916–2007), italienische Kostümbildnerin
- Baronnet, Xavier-Marie (1927–2012), französischer Geistlicher und römisch-katholischer Bischof von Port Victoria auf den Seychellen
- Baronova, Irina (1919–2008), russisch-britische Balletttänzerin und Schauspielerin
- Barons, Krišjānis (1835–1923), lettischer Volkskundler, Schriftsteller und Herausgeber
- Baronsky, Eva (* 1968), deutsche Journalistin und Schriftstellerin
- Baronsky, Peter (1932–2025), deutscher Handballspieler
- Barontini, Simone (* 1999), italienischer Mittelstreckenläufer
- Barontus, italienischer Einsiedler, Heiliger
- Baronyi, András (1892–1944), ungarischer Schwimmer
- Baronzio, Giovanni, italienischer Maler des Mittelalters

### Baroo
- Barooah, Nirode Kumar (* 1937), deutsch-indischer Historiker

### Baros
- Baros, Linda Maria (* 1981), rumänische Dichterin, Übersetzerin und Essayistin
- Baroš, Milan (* 1981), tschechischer FußballspielerMilan Baroš (* 1981)

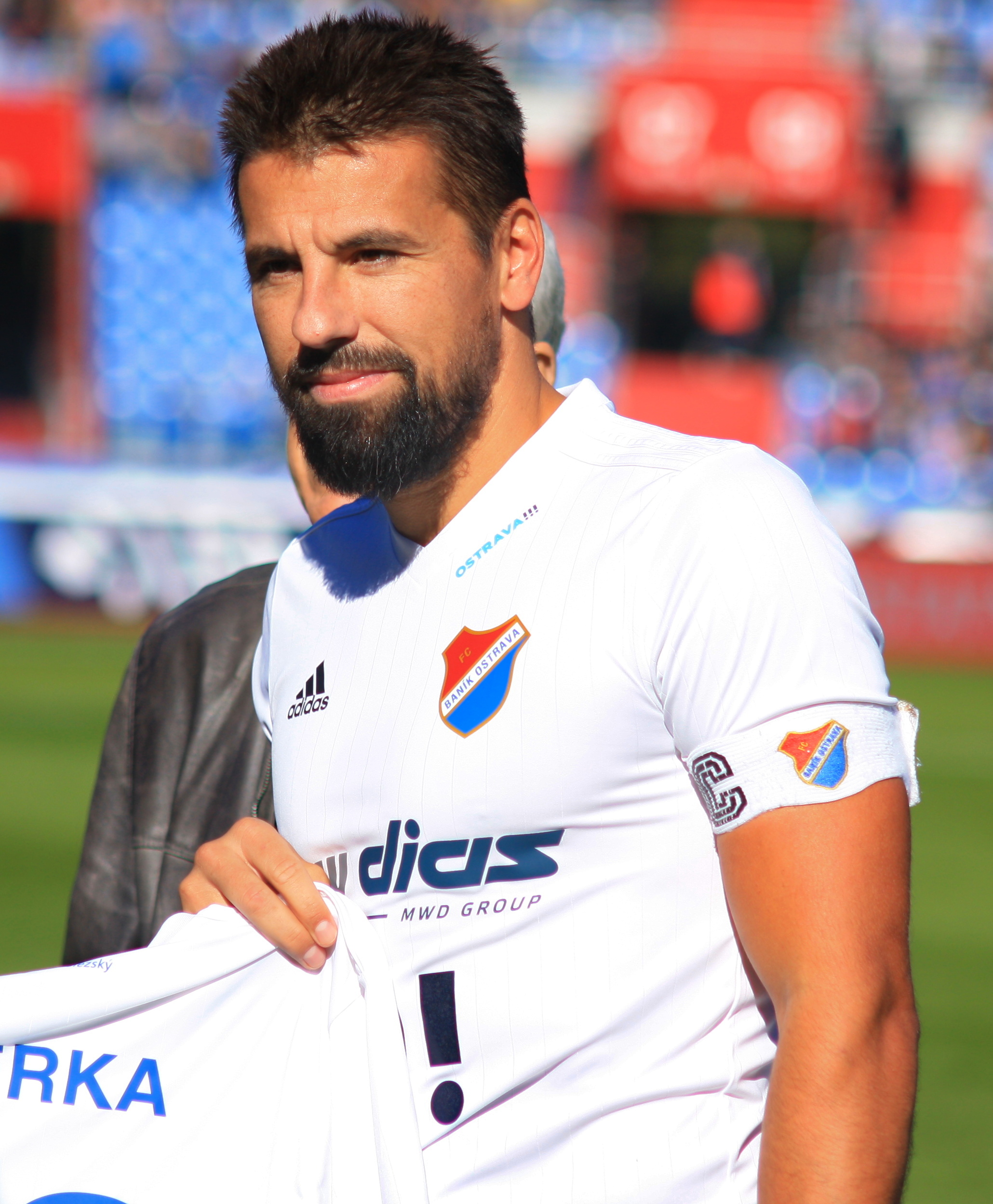
Milan Baroš (* 1981)

- Baros, Wassilios (* 1969), griechischer Bildungsforscher
- Baross, Gábor (1848–1892), ungarischer Politiker
- Baross, János (1875–1926), ungarischer Agrarpolitiker und Jurist
- Baross, Lili (* 1991), spanische Schauspielerin, Stuntfrau, Filmschaffende und Model

### Barot
- Barot, Len (* 1950), US-amerikanische Autorin und Medizinerin
- Barot, Madeleine (1909–1995), französische ökumenische Persönlichkeit
- Barot, Ranjit (* 1950), indischer Musiker (Schlagzeug, Gesang, Arrangement) und Filmkomponist
- Baroth, Hans Dieter (1937–2008), deutscher Schriftsteller
- Baróti, Lajos (1914–2005), ungarischer Fußballspieler und -trainer
- Baróti, Márta Gaál (* 1944), ungarische Literaturwissenschaftlerin

### Barou
- Barou, Sylvain (* 1978), französischer Flötist und Multiinstrumentalist
- Baroua, Hamid (* 1976), deutscher Film- und Fernsehproduzent, Creative Producer, Drehbuchautor und Postproduction Supervisor
- Barouch, Dan H. (* 1973), US-amerikanischer Virologe und Impfforscher
- Baroudi, Hamid (* 1960), algerisch-deutscher Sänger, Gitarrist, Texter und Weltmusiker
- Baroudi, Leah (* 2007), syrische Tennisspielerin
- Baroudi, Sam (1926–1948), US-amerikanischer Boxer
- Barouh, François (* 1955), französischer Kanute
- Barouh, Maïa (* 1985), japanisch-französische Singer-Songwriterin und Flötistin
- Barouh, Marcel (1934–2025), französischer Tischtennisspieler
- Barouh, Pierre (1934–2016), französischer Komponist, Sänger und Autor
- Baroukh, Thomas (* 1987), französischer Ruderer
- Baroux, Olivier (* 1964), französischer Filmregisseur und Schauspieler

### Barov
- Barov, Andrej (* 1958), deutscher Fotokünstler
- Barovic, Filip (* 1990), montenegrinischer Basketballspieler

### Barow
- Barowe, Thomas († 1499), englischer Kleriker und Diplomat, Master of the Rolls
- Barowsky, Ella (1912–2007), deutsche Politikerin (LDPD, FDP), MdA

### Baroz
- Barozzi da Vignola, Giacomo (1507–1573), italienischer Architekt (Barock)
- Barozzi de Els, Iwan Antonowitsch (1805–1863), russischer Geologe und Metallurg
- Barozzi, Elena (1514–1580), venezianische Patrizierin
- Barozzi, Francesco (1537–1604), venezianischer Mathematiker
- Barozzi, Giovanni (1420–1466), italienischer Bischof und Patriarch von Venedig
- Barozzi, Pietro (1441–1507), italienischer Bischof und Humanist